# Heiðarvíga saga
Die Heiðarvíga saga („Saga vom Kampf auf dem Hochmoor“) ist eine Isländersaga, von einem unbekannten Autor Ausgang des 12. oder zu Beginn des 13. Jahrhunderts auf Altnordisch geschrieben. Die Saga spielt hauptsächlich im nordwestlichen Island im letzten Viertel des 10. Jahrhunderts bis ins erste Viertel des 11. Jahrhunderts, folgt aber einzelnen Protagonisten auch bis nach Konstantinopel. Der Zeitraum, in dem der Kampf stattgefunden haben soll, kann ungefähr auf die Jahre 1016 bis 1018 eingegrenzt werden.
Die Überlieferung ist unvollständig, weil Teile des Manuskripts im Brand von Kopenhagen 1728 zerstört wurden und nur durch den Kopisten anhand seiner Erinnerung und mithilfe weiterer Quellen (Eyrbyggja saga, Landnámabók) annähernd wieder hergestellt werden konnten.
Die Handlung ist weit gefasst und beleuchtet die Vorfälle, die zum titelgebenden Kampf im Hochland Nordwestislands geführt haben, der sehr detailgenau geschildert wird, inklusive der Skaldenstrophen, die die Beteiligten während des Kampfes gedichtet und gesprochen haben sollen. Dass es sich trotz der dreistelligen Anzahl Beteiligter nicht um eine Schlacht im militärischen Sinne, sondern um Totschläge gehandelt hat, geht aus der Bezeichnung Heiðarvíg hervor (víg altnordisch „Totschlag“). Vierzehn Männer, die an dem Kampf teilgenommen hatten, wurden anschließend für drei Jahre aus Island verbannt, was die Einschätzung als Straftat unterstreicht.